# Filippo Simeoni
Filippo Simeoni (Desio, 17 augustus 1971) is een voormalig Italiaans wielrenner. 

## Loopbaan
Simeoni stond bekend als een 'rebel' binnen het peloton. Tijdens zijn eerste ritwinst in de Ronde van Spanje stopte hij vlak voor de finish en liep met zijn fiets in de handen over de finish. Dit deed hij als eerbetoon aan de slachtoffers van 11 september. Later beboette de UCI hem voor dit vergrijp.
Bekender is Simeoni's ruzie met Lance Armstrong. Simeoni had in het verleden toegegeven behandeld te zijn door de controversiële dopingarts Michele Ferrari, die ook de dokter was van Armstrong. Simeoni werd in 2001 geschorst voor zijn dopinggebruik, en maakte in interviews duidelijk dat Ferrari een verstrekker van doping was aan al zijn cliënten, dus ook aan Lance Armstrong. Armstrong reageerde hierop in juli 2003 door Simeoni een 'leugenaar' te noemen in een interview met de Franse krant Le Monde. Simeoni vatte dit op als laster en daagde Armstrong voor de rechtbank. Hij vroeg een schadevergoeding van 100.000 dollar, welke hij aan een goed doel zou geven.
In de 18e etappe van de Ronde van Frankrijk in 2004 demarreerde Simeoni mee met zes andere renners, die allen geen bedreiging vormden voor de positie van Armstrong in het algemeen klassement. Desalniettemin volgde Armstrong Simeoni, hetgeen het team van Armstrongs rivaal, Jan Ullrich, dwong tot een achtervolging. Deze achtervolging zou niet alleen Armstrong terughalen, maar ook de andere koplopers. De zes renners smeekten Armstrong om naar het peloton af te zakken, maar Armstrong gaf aan dat hij niet zou gaan, behalve als Simeoni zich ook zou laten afzakken. Uiteindelijk gaf Simeoni zich gewonnen, en de twee renners losten. 
Twee dagen later was de laatste etappe van de Ronde, die normaal gesproken rustig gereden wordt om de winnaar van de Ronde in het zonnetje te zetten. Maar Simeoni toonde zich spelbreker door telkens aan te vallen, om zo wraak te nemen op hetgeen Armstrong twee dagen eerder deed. Dit lukte hem niet, want elke keer als hij weg wilde springen zaten Armstrongs ploeggenoten in zijn wiel.
Omdat Simeoni tijdens de Tour van 2004 een getuige was in een strafrechtelijke zaak, dreigde het Italiaanse OM hem te vervolgen voor het intimideren van een belangrijke getuige. In december 2005 gaf Armstrong aan dat hij terecht wilde staan voor het zwartmaken van Simeoni. In april 2006 werd de zaak gesloten.

## Overwinningen
1992
- Coppa della Pace

2000
- Eindklassement Rothaus Regio-Tour
- 1e etappe Ronde van Luxemburg

2001
- 20e etappe Ronde van Spanje

2003
- Bergklassement Ronde van Zwitserland
- 19e etappe Ronde van Spanje

2008
- Italiaans kampioen op de weg, Elite

## Resultaten in voornaamste wedstrijden
| Jaar | Ronde van Italië | Ronde van Frankrijk | Ronde van Spanje |
| ---- | ---------------- | ------------------- | ---------------- |
| 1995 |                  |                     | 118e             |
| 1996 | 49e              |                     |                  |
| 1997 | opgave           |                     | 69e              |
| 1998 |                  | 55e                 |                  |
| 1999 | 90e              |                     | opgave           |
| 2000 | 104e             |                     |                  |
| 2001 | opgave           |                     | 61e (1)          |
| 2002 |                  |                     |                  |
| 2003 |                  |                     | 118e (1)         |
| 2004 |                  | 118e                |                  |

| Jaar | Milaan-San Remo | Amstel Gold Race | Luik-Bast.‑Luik | Ronde van Lombardije |
| ---- | --------------- | ---------------- | --------------- | -------------------- |
| 1995 |                 |                  |                 |                      |
| 1996 |                 |                  |                 |                      |
| 1997 |                 | 67e              |                 | 26e                  |
| 1998 |                 |                  |                 |                      |
| 1999 |                 |                  |                 |                      |
| 2000 |                 |                  |                 | 31e                  |
| 2001 | 67e             |                  |                 |                      |
| 2002 |                 |                  |                 | 29e                  |
| 2003 |                 |                  |                 | 35e                  |
| 2004 |                 | 101e             | 76e             | 53e                  |

Wielerploegen van Filippo Simeoni
Artunghi ·
Bertolini ·
Cembali ·
Checchin ·
Chiappucci ·
Chiesa · 
Kuum · 
Mantovan ·
Miceli ·
Pantani ·
Poelnikov · 
Rossi ·
Schiavina ·
Sierra ·
Zanolini ·
Zberg · 
Luttenberger (stagiair) ·
Simeoni (stagiair) ·
Traversoni (stagiair) 
Artunghi ·
Barbero ·
Bertolini ·
Cembali ·
Checchin ·
Chiappucci ·
Chiesa · 
Luttenberger ·
Mantovan ·
Miceli ·
Pantani ·
Rossi ·
Schiavina · 
Siboni · 
Sierra (tot 05/09) ·
Simeoni ·
Zaina ·
Zberg · 
Puglioli (stagiair) · 
Traversoni (stagiair) 
Artunghi ·
Barbero ·
Checchin ·
Chiappucci ·
Chiesa · 
Fidanza ·
Luttenberger ·
Pantani ·
Pelliccioli ·
Podenzana ·
Schiavina · 
Siboni · 
Simeoni ·
Traversoni ·
Zaina ·
B. Zberg · 
M. Zberg
Baronti · 
Bellini · 
Bianchi · 
Bonetti · 
Bongioni · 
Chiappucci · 
Chiesa · 
Colonna · 
Ferrari · 
Molinari · 
Noè · 
Pozzi · 
Roscioli · 
Schiavina · 
Sjefer · 
Simeoni · 
Turicchia · 
Zaina · 
Tauler (stagiair) 
Michele Bartoli · 
Bettini · 
Bianchi · 
Bianchini · 
Bonetti · 
Bongioni · 
Colonna · 
Coppolillo · 
Ferrari · 
Malberti ·
Noè · 
Pozzi · 
Roscioli · 
Schiavina · 
Scinto ·
Sjefer · 
Simeoni · 
Tani ·
Turicchia · 
Arvesen (stagiair) ·
Mauro Bartoli (stagiair) · 

Basso (stagiair)
Arvesen ·
Bartoli ·
Basso ·
Bianchi ·
Bianchini ·
Bobrik (tot 30/04) ·
Bongioni · 
Ferrari ·
Lauria ·
Malberti ·
Mancini ·
Palumbo ·
Pozzi ·
Saprykinas ·
Schiavina ·
Simeoni ·
Sjefer ·
Turicchia ·
Zandarin ·
Romano (stagiair) ·
Varriale (stagiair) 
Astolfi ·
Colombo · 
Colonna ·
Conti ·
Di Cintio ·
Di Luca ·
Gasperoni ·
Gentili · 
Giabbecucci ·
Giunti ·
Jakovlev ·
Martín ·
Marzoli ·
S. Masciarelli · 
Negrini ·
Pepoli ·
Pospjejev · 
Scotti ·
Simeoni · 
Spezialetti ·
Tonti · 
Trenti ·
Kobzarenko (stagiair) ·
Lobato (stagiair) ·
A. Masciarelli (stagiair)
Astolfi ·
Bennati · 
Cardellini ·
Cipollini  ·
Colombo ·
Conti ·
Derganc ·
Di Cintio ·
García ·
Gasperoni ·
Gentili · 
Giabbecucci ·
Giunti ·
González ·
Kolobnev ·
Lobato ·
Lombardi ·
Martín ·
Masciarelli · 
Peña ·
Pospjejev · 
Scarponi ·
Scirea ·
Simeoni · 
Trenti
Astolfi ·
Bennati · 
Cardellini · 
Cipollini  ·
Colombo · 
Derganc ·
Gasperoni ·
Gentili ·
Giunti ·  
González · 
Jones · 
Kolobnev ·
Lobato · 
Lombardi ·
Marinangeli ·
Martín ·
Mondini ·  
Ongarato · 
Pospjejev · 
Scarponi ·
Scirea ·
Secchiari ·
Simeoni ·
Valoti ·
Di Nucci (stagiair) ·
Garbelli (stagiair)
Aug ·
Bajenov · 
Cardellini · 
Cipollini ·
Clinger ·
Colombo · 
Derganc ·
Fagnini ·
Failli ·
Fischer ·
Galletti ·
Gentili ·
Giunti ·  
Iannetti ·
Jones · 
Kolobnev · 
Lombardi ·
Marinangeli ·
Mori ·  
Naudužs ·
Scarponi ·
Scirea ·
Secchiari ·
Simeoni ·
Valoti ·
Agnoli (stagiair) ·
De Fino (stagiair)